# 简·怀亚特
简·怀亚特（英語：Jane Wyatt，1910年8月12日—2006年10月20日），美国女演员。曾获得黄金时段艾美奖喜剧类电视系列剧最佳女主角。